# زوند ۵
زوند ۵ (به روسی: ۵ Зонд به معنی کاوشگر ۵) یک فضاپیمای متعلق به برنامه فضایی زوند شوروی بود. در سپتامبر ۱۹۶۸، این فضاپیما اولین وسیله‌ای شد که به ماه سفر کرده و در مسیری به دور آن چرخید.
زوند ۵ نخستین مأموریت ماه بود که شامل موجودات زنده می‌شد و اولین مأموریتی بود که با موفقیت به زمین بازگشت. زوند ۵ اولین موجودات زمینی شامل دو لاک‌پشت روسی، تخم‌های مگس سرکه و گیاهان را به نزدیکی ماه حمل کرد. این لاک‌پشت‌ها در طول پرواز تغییرات زیستی را تجربه کردند، اما نتیجه‌گیری شد که این تغییرات عمدتاً به دلیل گرسنگی بوده و تأثیر کمی از سفر فضایی گرفته‌اند.
فضاپیمای زوند نسخه‌ای از سایوز 7K-L1، فضاپیمای پرواز به دور ماه برای انسان، بود. این فضاپیما توسط یک موشک پروتون-کی و مرحلهٔ Block D، یک موشک چندمرحله‌ای، پرتاب شد تا مطالعات علمی را در طول فهرست پروازهای کناری سیاره‌ای انجام دهد.

## زمینه
از چهار مأموریت اولیه مسیر دور ماه که توسط اتحاد جماهیر شوروی پرتاب شد، تنها یکی از آن‌ها به نام زوند ۴ نیمه‌موفقیت‌آمیز بود و سه مأموریت دیگر شکست خوردند. پس از مأموریت زوند ۴ در مارس ۱۹۶۸، مأموریت بعدی زوند 1968A در ۲۳ آوریل پرتاب شد. این پرتاب به دلیل صدور فرمان اشتباه برای لغو، با شکست مواجه شد و مرحله دوم موشک پروتون خاموش شد. موشک نجات فعال شد و کپسول ورود مجدد را به‌طور ایمن به بیرون کشید. در ماه ژوئیه، زوند 1968B در حال آماده‌سازی برای پرتاب بود که مرحله دوم موشک Block D روی سکوی پرتاب منفجر شد و سه نفر کشته شدند، اما مرحله اول موشک پروتون و خود فضاپیما با آسیب‌های جزئی باقی ماندند.
مأموریت زوند ۵ ابتدا برنامه‌ریزی شده بود که فضانوردانی را به دور ماه ببرد، اما به دلیل شکست‌های زوند 1968A و زوند 1968B، شوروی‌ها تصمیم گرفتند که مأموریتی بدون سرنشین ارسال کنند تا از پیامدهای منفی تبلیغاتی یک پرواز ناموفق با خدمه اجتناب کنند.

## محموله
دو لاک‌پشت روسی بخشی از محموله زیستی بودند که هر کدام قبل از پرواز بین ۰٫۳۴–۰٫۴ کیلوگرم (۰٫۷۵–۰٫۸۸ پوند) وزن داشتند. همراه با لاک‌پشت‌ها، حشرات و میکروارگانیسم‌ها نیز بخشی از محموله بودند. دانشمندان شوروی لاک‌پشت انتخاب کردند، زیرا به راحتی می‌شد آن‌ها را محکم بست. همچنین، دو لاک‌پشت به‌عنوان نمونه کنترل و چهار لاک‌پشت دیگر در یک ویواریوم نگهداری می‌شدند. دوازده روز قبل از پرتاب، دو لاک‌پشت فضایی در وسیله نقلیه محکم بسته شدند و از غذا و آب محروم شدند؛ نمونه‌های کنترل نیز همین شرایط را داشتند. این محرومیت غذایی بخشی از آزمایش‌های آسیب‌شناسی و بافت‌شناسی بود. محموله زیستی همچنین شامل تخم‌های دروزوفیلا، سلول‌های گندم، جو، نخود، کاج، هویج و گوجه‌فرنگی، نمونه‌هایی از گونه‌های وحشی گل برگ بیدی (سرده)، سه سویه از جلبک سبز تک‌سلولی جلبک کلرلا و یک سویه باکتری لیزوژنیک بود. هدف از ارسال مجموعه‌ای از موجودات زمینی، آزمایش اثرات پرتو کیهانی بر آن‌ها بود. با این حال، این نمونه‌ها معادل انسانی نبودند، زیرا انتخاب موجودات زنده شامل گونه‌های شدیددوست با رادیومقاومت بالاتر بود. فرهنگستان علوم روسیه اعلام کرد که یک مانکن مجهز به حسگرهای تشعشع صندلی خلبان را اشغال کرده بود.
کارخانه اپتیک و مکانیک کازان حسگر تصویری AFA-BA/40 حسگر تصویر را توسعه داد که روی فضاپیما نصب شد و به آن امکان تصویربرداری از زمین را داد. همچنین زوند ۵ دارای آشکارسازهای پروتون بود. زوند ۵ توانایی ارسال برخی از داده‌های خود به ایستگاه‌های زمینی را داشت، هرچند داده‌های ذخیره‌شده روی فضاپیما و جمع‌آوری‌شده پس از بازگشت به زمین دارای نویز کمتری بودند.

## مأموریت

### پرتاب و مسیر
زوند ۵ در ۱۴ سپتامبر ۱۹۶۸ ساعت ۲۱:۴۲:۱۰  UTC از پایگاه فضایی بایکونور، سکوی Site 81 پرتاب شد. نیروی رانش مرحله سوم موشک در ۱۶۰ کیلومتر (۹۹ مایل) متوقف شد که آغاز یک حرکت بدون رانش به مدت ۲۵۱ ثانیه بود. Block D، موشک مرحله بالایی، به مدت ۱۰۸ ثانیه روشن شد و فضاپیما را در مدار اولیه‌ای به ارتفاع ۱۹۱ در ۲۱۹ کیلومتر (۱۱۹ مایل × ۱۳۶ مایل) قرار داد. پس از ۵۶ دقیقه در مدار اولیه، Block D بار دیگر روشن شد تا ورود به مدار انتقال ماه انجام شود. پس از این مانور، پرتاب به جهان اعلام شد. کنترل مأموریت یک مشکل در وضعیت زوند ۵ کشف کرد که ناشی از آلوده شدن رهیاب ستاره‌ای بود. گرما باعث رهش گاز برخی از پوشش‌های داخلی شده بود، که موجب تأخیر در اصلاح وضعیت در مسیر ماه شد. این مانور در فاصله ۳۲۵٬۰۰۰ کیلومتر (۲۰۲٬۰۰۰ مایل) از زمین با استفاده از خورشید و زمین به‌عنوان نقاط مرجع انجام شد.
در ۱۸ سپتامبر، فضاپیما اطراف ماه پرواز کرد، هرچند در مدار آن قرار نگرفت. نزدیک‌ترین فاصله ۱٬۹۵۰ کیلومتر (۱٬۲۱۰ مایل) بود. در مسیر بازگشت از ماه، یکی دیگر از رهیاب‌های ستاره‌ای خراب شد. همچنین سیستم هدایت ورودی مجدد به‌اشتباه خاموش شد. پیش از پرتاب، هشت کشتی در اقیانوس هند مستقر شده بودند تا در صورت ناتوانی فضاپیما در رسیدن به قلمرو شوروی، احتیاط لازم صورت گیرد؛ تنها سه کشتی دارای هلیکوپتر نجات بودند.

### بازگشت و بازیابی
در ۲۱ سپتامبر، کپسول ورود مجدد به جو زمین وارد شد. منطقه اصلی فرود در قزاقستان بود، اما زوند ۵ به جای آن در اقیانوس هند آب‌فرود کرد و توسط کشتی‌های شوروی Borovichy (Боровичи) و Vasiliy Golovnin (Василий Головнин) بازیابی شد. محل فرود در مختصات −۳۲°۳۸' عرض جغرافیایی و ۶۵°۳۳' طول جغرافیایی بود، ۱۰۵ کیلومتر (۶۵ مایل) از نزدیک‌ترین کشتی نیروی دریایی شوروی فاصله داشت. فرود در شب انجام شد که عملیات بازیابی را دشوارتر کرد.
زوند ۵ به اولین فضاپیمایی تبدیل شد که ماه را دور زده و به زمین بازگشت. کل سفر ۶ روز، ۱۸ ساعت و ۲۴ دقیقه طول کشید. نمونه‌های زیستی با موفقیت بازیابی شدند. یواس‌اس مک‌موریس کشتی‌های بازیابی شوروی را برای جمع‌آوری اطلاعات دنبال کرد، اما اندکی پس از آنکه فضاپیما به کشتی شوروی منتقل شد، منطقه را ترک کرد.

## نتایج و برنامه‌های آینده

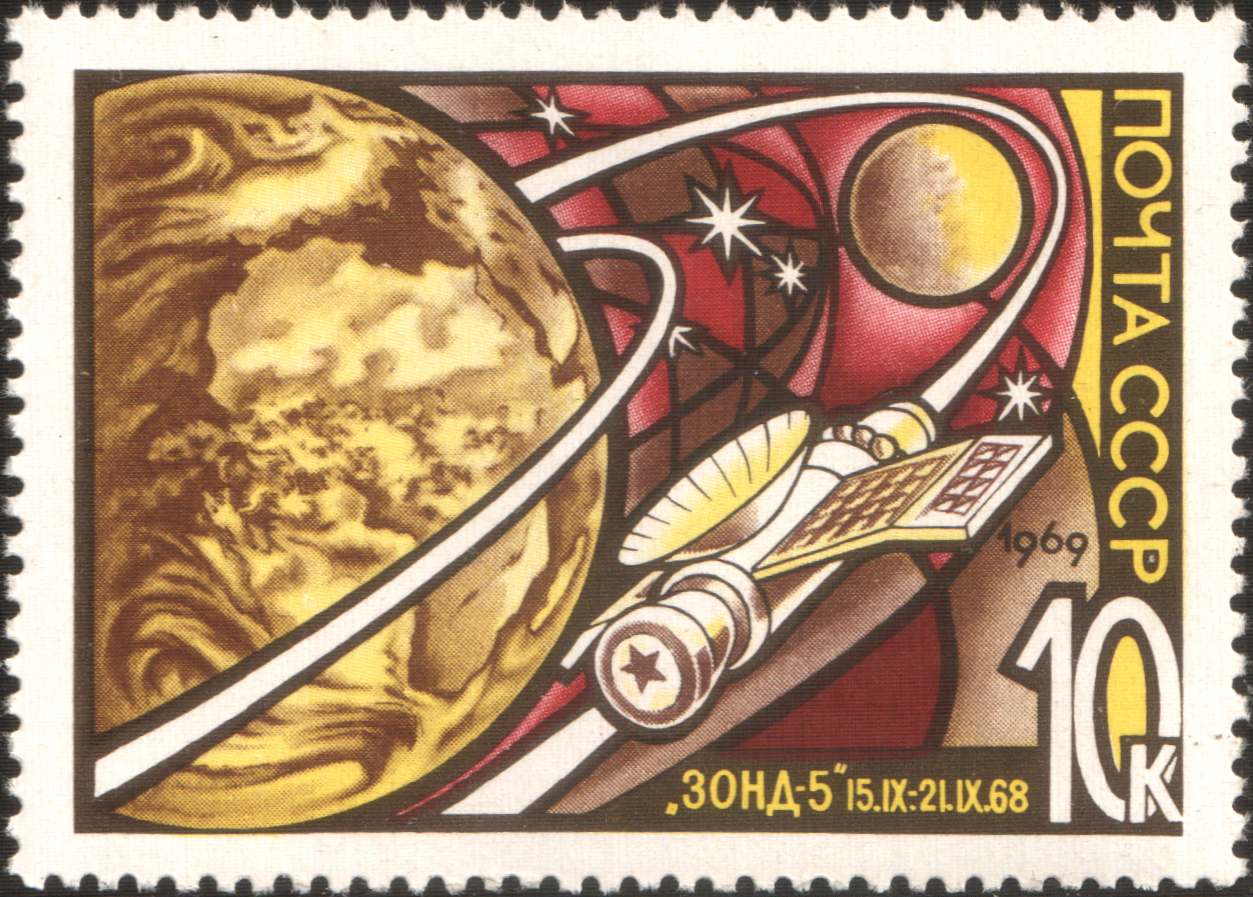
تمبر زوند ۵، اتحاد جماهیر شوروی، ۱۹۶۹

عکس‌های باکیفیتی از زمین، به‌عنوان نخستین تصاویر از این نوع، در فاصله ۹۰٬۰۰۰ کیلومتر (۵۶٬۰۰۰ مایل) گرفته شدند. برنار لاول، ستاره‌شناس بریتانیایی و یکی از برترین کارشناسان فضایی بریتانیا، اظهار داشت که مأموریت زوند ۵ نشان می‌دهد که شوروی‌ها در رقابت فضایی جلوتر هستند. انجمن بین سیاره‌ای بریتانیا باور داشت که اتحاد جماهیر شوروی می‌تواند ظرف چند ماه فضانوردان را به دور ماه بفرستد.
در اکتبر ۱۹۶۸، منابعی در ایالات متحده ادعا کردند که مأموریت به موفقیت‌هایی که شوروی‌ها تبلیغ می‌کردند دست نیافته است. این مأموریت قرار بود به ماه نزدیک‌تر شود، اما فاصله واقعی برای عکسبرداری مفید از ماه مناسب نبود. آن‌ها همچنین اظهار داشتند که زاویه‌ای که فضاپیما در آن وارد جو زمین شد برای بقای یک فضانورد بسیار تند بود. این منابع بیان کردند که فضاپیما به جای قلمرو شوروی در اقیانوس هند فرود آمد و این امر یکی از عواملی بود که باعث شد بازیابی ۱۰ ساعت طول بکشد.
خبرگزاری رسمی شوروی، تاس، در نوامبر ۱۹۶۸ اعلام کرد که این پرواز حامل موجودات زنده بوده است. لاک‌پشت‌ها در ۱۱ اکتبر پس از ۳۹ روز ناشتا بودن کالبدشکافی شدند. لاک‌پشت‌های پرواز که با شماره‌های ۲۲ و ۳۷ شناخته می‌شدند، طی سفر ۱۰٪ از وزن بدن خود را از دست دادند اما اشتهای خود را از دست نداده بودند. لاک‌پشت‌های کنترل‌شده ۵٪ از وزن خود را از دست دادند. مقایسه تحلیل‌های خون لاک‌پشت‌های سفرکرده و نمونه‌های کنترلی تفاوتی نشان نداد. تحلیلی دیگر نشان داد که لاک‌پشت‌های پرواز دارای سطوح بالاتر آهن و گلیکوژن در کبد خود بودند و پرواز همچنین بر ساختارهای داخلی طحال آن‌ها تأثیر گذاشته است. نویسندگان نتیجه گرفتند که تغییرات در لاک‌پشت‌های پرواز بیشتر به دلیل گرسنگی بوده و سفر فضایی تأثیر کمی داشته است. در نوامبر ۱۹۶۸، اعلام شد که این فضاپیما به‌عنوان پیش‌درآمدی برای یک فضاپیمای سرنشین‌دار به ماه طراحی شده است. شوروی‌ها این اعلامیه را یک ماه پیش از پرواز برنامه‌ریزی‌شده آپولو ۸ ارائه کردند تا نشان دهند که به انجام سفرهای سرنشین‌دار به ماه نزدیک هستند.

## شنود ارتباطات خدمه و «شوخی فضایی»
زوند ۵ در ۱۹ سپتامبر ۱۹۶۸ موجب نگرانی در ایالات متحده شد، زمانی که صدای فضانوردان والری بایکوفسکی، ویتالی سواستیانوف و پاول پوپوویچ از فضاپیما پخش شد و توسط رصدخانه جودرل بانک و سیا دریافت شد. به نظر می‌رسید که فضانوردان در حال خواندن داده‌های دورسنجی و رایانه‌ای بوده و حتی دربارهٔ تلاش برای فرود صحبت می‌کردند. در اوج جنگ سرد، این نگرانی وجود داشت که شوروی‌ها ممکن است واقعاً پیش از ناسا به ماه برسند. فضانورد آپولو ۱۷، یوجین سرنان، اظهار داشت که این رویداد «ما را شوکه کرد.»
پوپوویچ بعدها به یاد آورد: "وقتی فهمیدیم هرگز به ماه نخواهیم رسید، تصمیم گرفتیم کمی شیطنت کنیم. از مهندسان خواستیم گیرنده روی کاوشگر را با یک سیم به فرستنده متصل کنند. مأموریت‌های پرواز به ماه از یک مرکز فرماندهی در یفپاتوریا در شبه‌جزیره کریمه کنترل می‌شد. وقتی کاوشگر در مسیر دور ماه بود، من در مرکز بودم. میکروفون را گرفتم و گفتم: 'پرواز طبق روال عادی پیش می‌رود؛ ما به سطح نزدیک می‌شویم…' چند ثانیه بعد گزارش من – گویی از فضای بیرونی – در زمین دریافت شد، حتی توسط آمریکایی‌ها. مشاور فضایی ایالات متحده، فرانک بورمن، تماس تلفنی از رئیس‌جمهور لیندون بی. جانسون دریافت کرد که پرسید: 'چرا پوپوویچ از ماه گزارش می‌دهد؟' شوخی من واقعاً غوغا کرد. حدود یک ماه بعد، فرانک به اتحاد جماهیر شوروی آمد و به من دستور دادند که او را در فرودگاه ملاقات کنم. به محض پیاده شدن از هواپیما، مشت خود را به سمت من تکان داد و گفت: 'هی، شیطان فضایی!'"

## محل نگهداری
کپسول زوند ۵ در موزه RKK Energiya در استان مسکو، روسیه به نمایش گذاشته شده است.